# Candela di accensione

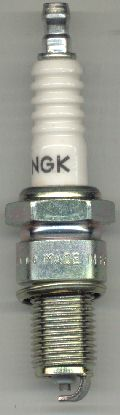
Classica candela d'accensione

Nei motori ad accensione comandata (a ciclo Otto) la candela d'accensione è il dispositivo elettrico inserito nella testa di ognuno dei cilindri atto a generare una scintilla che avvii la combustione della carica fresca.
Nei motori ad accensione spontanea la combustione è invece avviata da una compressione, e le cosiddette candelette hanno il solo scopo di riscaldare il combustibile in una precamera di combustione (nei motori diesel di vecchia generazione, ovvero a iniezione indiretta) a differenza dei nuovi motori diesel a iniezione diretta (dove hanno un ruolo "secondario" grazie alla nebulizzazione del carburante, dovuta alle pompe ad alta pressione, in questo modo facile da incendiare anche a temperature "basse") durante gli avviamenti a freddo.

## Storia
I primi brevetti riguardanti un sistema di sincronizzazione di accensione risalgono al 1898 a nome di Nikola Tesla (USA), Richard Simms (Gran Bretagna) e Robert Bosch (Germania), ma l'invenzione viene attribuita anche a Karl Benz (Germania). Serve a generare una scintilla che avvii la combustione della carica fresca.

## Funzionamento
Alla candela viene applicata una ben precisa tensione di migliaia di volt generata dalla bobina, la differenza di tensione fra i due elettrodi è crescente fino a superare la capacità isolante della miscela di aria e benzina, che al ridursi della resistenza dielettrica incomincia a ionizzarsi. Un gas ionizzato diviene conduttore, generando una breve ma intensissima scarica di elettroni (dall'elettrodo centrale all'elettrodo di massa) con un meccanismo analogo a quello dei fulmini, tale scintilla induce un riscaldamento locale della carica fresca fino a temperature che vanno dai 700 ai 1000 °C (a seconda della bontà della candela).
la prima porzione di scarica elettrica viene definita capacitiva in quanto è determinata dall'elettricità accumulata dalla bobina, mentre la seconda porzione di scarica elettrica viene definita induttiva in quanto viene generata anche con tensioni molto basse (circa 40 V), in quanto la ionizzazione tra i due elettrodi favorisce la scarica elettrica, la quale avviene anche con bassissima energia, questa seconda porzione scarica è quella che causa i disturbi radio.
Le candele possono essere utilizzate anche in altri campi, come i forni e le fornaci, nei quali la miscela combustibile può dover essere innescata. In questo caso, vengono detti "candele" gli innescatori a fiamma.

## Parti della candela
La candela si può schematizzare in varie parti. Dall'alto della foto:

### Terminale
La parte superiore della candela ha un terminale, che viene connesso alla pipetta (componente dell'impianto d'accensione). La costruzione del terminale varia in funzione dell'impiego della candela stessa e generalmente ogni candela ha il terminale dotato di un adattatore che si svita, in modo da permettere l'adattamento del terminale a più tipi di pipetta.
Questo terminale fa parte di un estremo dell'anima metallica della candela, dove all'altro capo si trova l'elettrodo centrale.

### Corpo ceramico

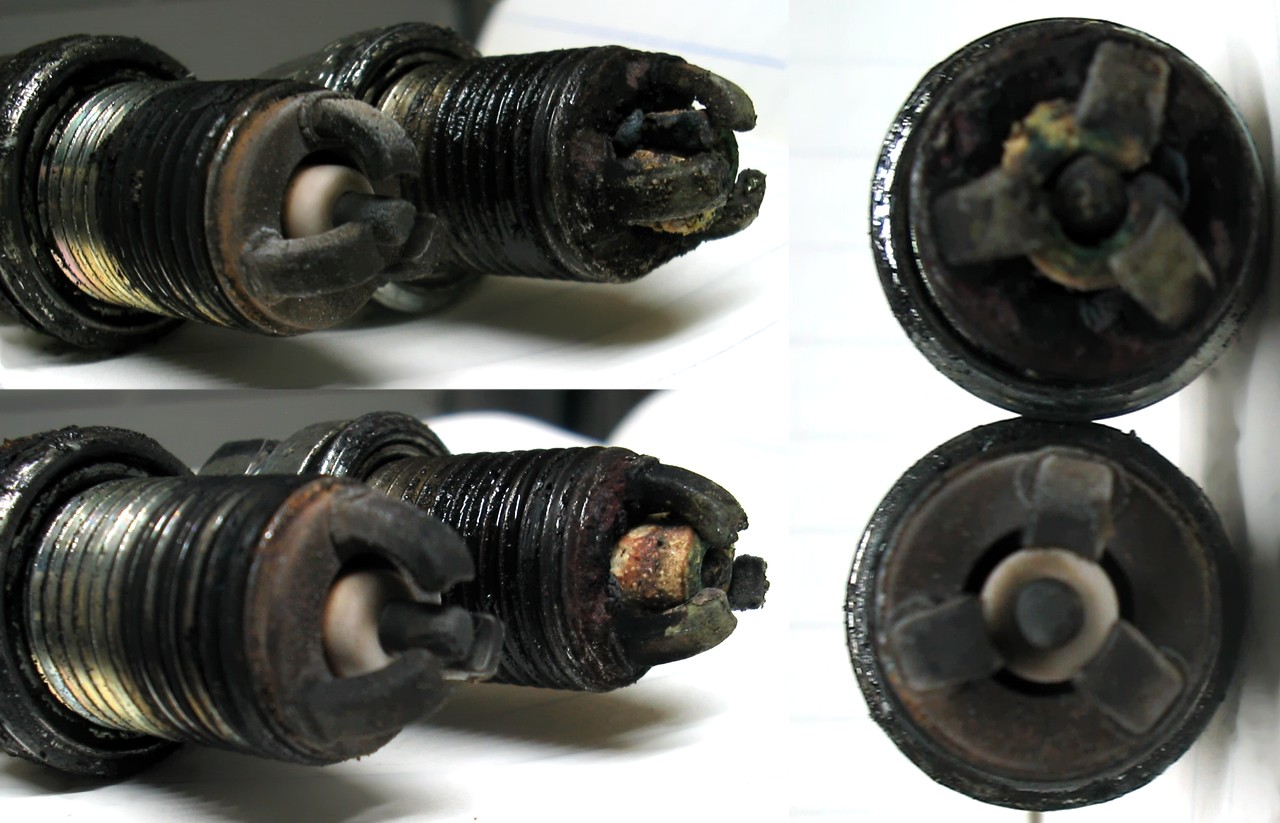
2 candele d'accensione a confronto, una consumata regolarmente e l'altra con l'isolante ceramico rotto

Percorre per tutta la lunghezza la candela, tale corpo viene classificato in varie parti:
- Corpo, costituisce la parte superiore del corpo, realizzato in ceramica a base di ossido di alluminio, presenta il tipico aspetto dotato di risalti circonferenziali smussati.
  - Coste, esse hanno la funzione di incrementare il potere isolante e di impedire che una scarica elettrica si instauri tra il terminale e l'involucro metallico muovendosi parallelamente alla superficie del corpo isolante. Infatti, i risalti allungano il percorso che la scarica dovrebbe seguire e lo rendono tortuoso, in modo da incrementare la resistenza incontrata.
- Isolatore, costituisce la parte inferiore del corpo ceramico, giunge fino alla base dell'elettrodo centrale ed è quindi all'interno della camera di combustione, per questo deve resistere fino a 1500 °C e 60.000 V, le sue misure sono importanti per determinare il grado termico della candela.[4]

### Corpo metallico

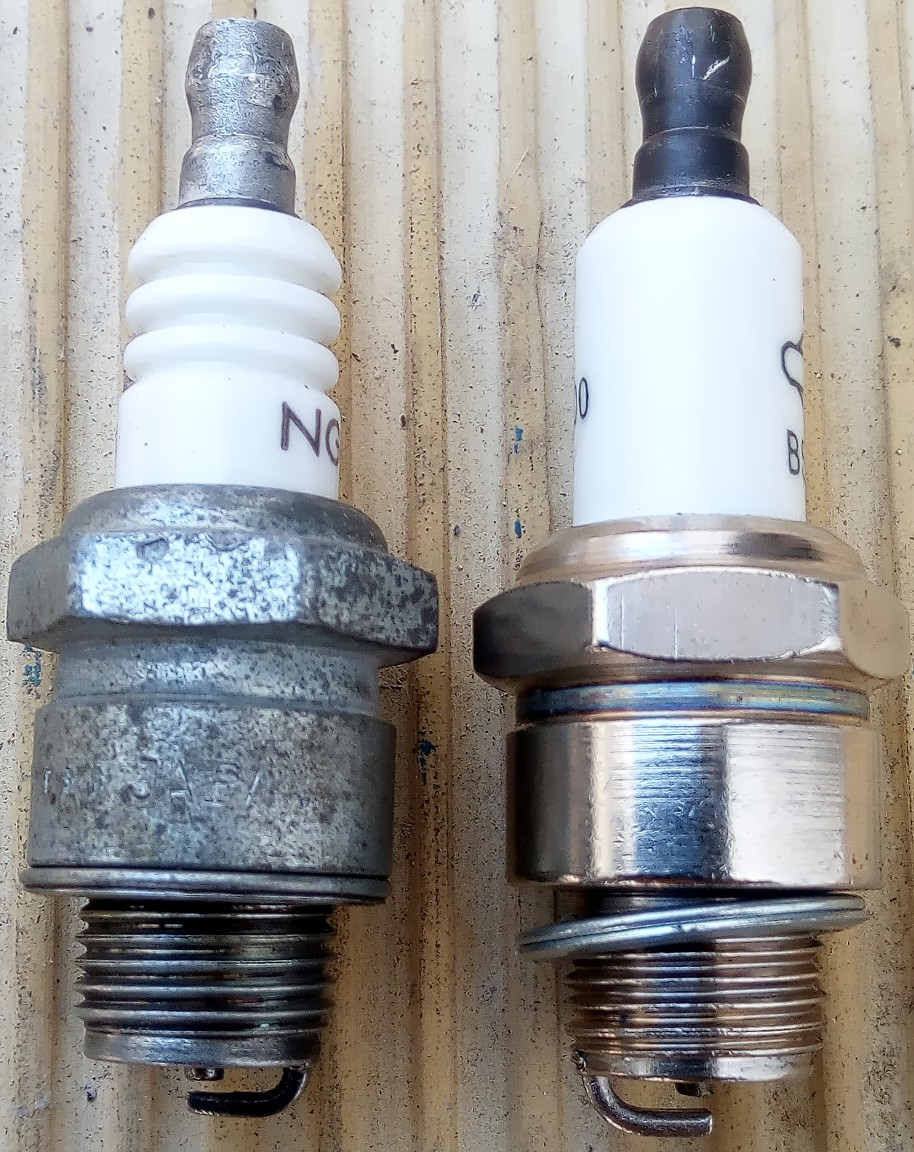
Due candele a confronto a sinistra una di alta qualità, a destra una di bassa qualità, a sinistra è possibile vedere il corpo ceramico munito di creste che ne migliora le caratteristiche isolanti, a destra il corpo metallico è ricavato da due elementi saldati, mentre a sinistra è un elemento unico e deformato successivamente all'introduzione del corpo ceramico, l'anello di tenuta a sinistra rimane più facilmente in posizione

Costituisce la parte della candela che permette l'avvitamento sulla testata del motore e il collegamento di un elettrodo a massa, in modo da poter generare la scintilla e supportare il corpo ceramico che ingloba l'altro elettrodo.

### Esagono
Costituisce la parte che garantisce l'applicazione della chiave per avvitare la candela e permettere il serraggio della stessa, le misure più comuni sono 21, 18 e 16.

#### Filettatura
È la parte del corpo metallico, che viene avvitata all'interno della testata, questa può essere cilindrica o conica e di diverse lunghezze e passo filettatura.

#### Guarnizione
È un elemento deformabile, situato tra il corpo metallico e la filettatura dello stesso, che evita il trafilamento verso l'esterno dei gas dalla camera di combustione prevenendo così perdite di pressione.

### Elettrodi
Sono due:
- Elettrodo centrale che sbuca dall'isolatore e da dove parte la scintilla elettrica. Con maggiori diametro e lunghezza viene garantita una maggiore durata; restringendo questi valori si ha una maggiore affidabilità nello scoccare della scintilla a svantaggio della durata del pezzo. I motori da competizione utilizzano generalmente candele con elettrodi molto sottili realizzati in leghe speciali.
- Elettrodo di massa, viene saldato o ricavato dal corpo metallico; regolando la sua apertura o chiusura è possibile decidere la distanza dall'altro elettrodo.

#### Distanza degli elettrodi

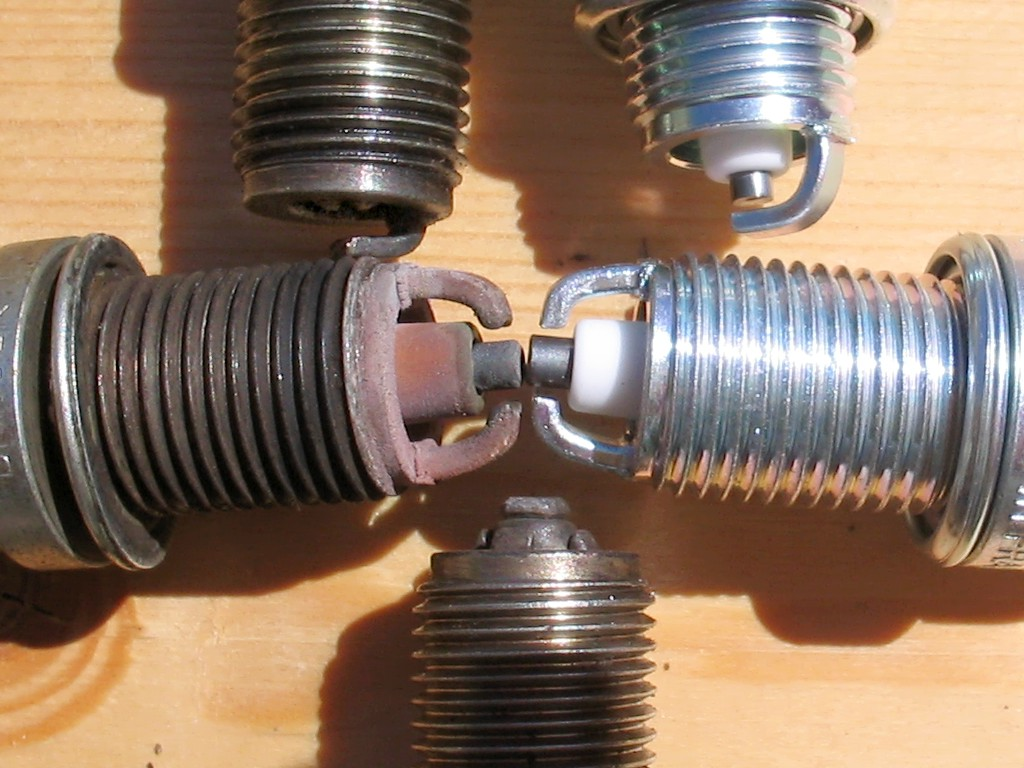
Diversi elettrodi candele, che possono essere regolati in modo differente, in alto si notano elettrodi che possono essere regolati tramite spessimetro a lama, al centro elettrodi che possono essere regolati con spessimetro a filo ed in basso elettrodi che non possono essere regolati.

La distanza degli elettrodi deve essere regolata secondo le indicazioni del costruttore del motore. Questo valore deve essere piuttosto preciso, dato che modificandolo si possono avere comportamenti anche molto differenti, per questo bisogna utilizzare uno spessimetro e verificare che la distanza degli elettrodi sia quella prescritta dal costruttore del motore (la lama dello spessimetro deve scorrere con una leggera frizione).
Condizioni di gap (distanza elettrodi):
- Gap troppo stretto: la scintilla potrebbe essere troppo piccola per incendiare la miscela carburante e consuma/surriscalda in modo eccessivo gli elettrodi.
- Gap stretto: scintilla sempre presente.
- Gap normale: distanza compresa tra il limite minimo (gap stretto) ed il limite massimo (gap ampio), situazione dove la candela lavora entro i suoi limiti operativi.
- Gap ampio: la scintilla è più lunga, e garantisce una migliore combustione.
- Gap troppo ampio: difficoltà nello scoccare della scintilla, porta a riduzioni della potenza, soprattutto ad alti regimi, portando a un mancato raggiungimento del regime massimo.

Il costruttore del motore fornisce un range di dimensioni del gap, al cui interno la candela riesce a funzionare a dovere, il dato più importante per la determinazione di questo parametro è l'energia di scarica e la tensione del sistema d'accensione, maggiore sarà la tensione e maggiore potrà essere la distanza tra gli elettrodi, e quindi una scintilla più lunga e una maggiore area di trasferimento del calore, mentre la maggiore energia porterà ad una scintilla più "robusta", in grado di trasferire più energia alla miscela da accendere.
In questo modo si potrà velocizzare la combustione dato che così si avrà una maggiore quantità di miscela incendiata all'istante dell'accensione, La combustione più rapida, permetterà di poter ridurre l'anticipo d'accensione, evitando una contropressione mentre il pistone è ancora in fase di salita, e di migliorare quindi il rendimento termico, questo guadagno si ha solo con carburazioni stechiometriche o magre, mentre si contrae rapidamente e consistentemente con carburazioni ricche di carburante.

Generalmente i meccanici installano candele nuove con la distanza (gap) al valore minimo, in modo che con l'usura e la formazione di depositi non perdano subito la loro funzione, ma anzi in un primo momento la migliorino leggermente, così da permettere intervalli fra gli interventi di manutenzione più lunghi, sebbene i principali produttori forniscano le candele già predisposte con una distanza degli elettrodi ottimale per il motore su cui andranno installate.

#### Prominenza elettrodi
L'elettrodo centrale assieme all'isolatore ceramico può essere molto prominente (sporgente) o rimanere completamente dentro la filettatura del corpo metallico, nel primo caso l'elettrodo potrebbe essere raffreddato dai gas freschi in determinate condizioni operative (piena accelerazione) se tali gas vanno ad impattare con la candela (richiede una fluidodinamica apposita), condizione che potrebbe richiedere anche una posizione decentrata della candela o alcune specifiche differenti o accentuate per la testata (angoli valvole), questo permette l'utilizzo di candele più calde che migliorano il funzionamento a motore freddo e al minimo, senza che si surriscaldino in caso di sovraccarico o pieno carico del motore, garantendo un funzionamento ottimale più ampio del motore.
Le candele con l'elettrodo completamente nascosto dal corpo metallico vengono utilizzate quando non è richiesto un funzionamento ottimale molto ampio del motore e si deve garantire una scarica scintilla con tensioni relativamente basse o con poca energia, infatti l'azione dei gas freschi sulla candela oltre a ridurre la temperatura della stessa a pieno carico comporta anche una più difficile ionizzazione dell'interstizio tra gli elettrodi e successiva scarica tra gli stessi; inoltre un elettrodo che rimane entro i limiti del corpo metallico permette di ridurre gli ingombri della candela dentro la camera di combustione, lasciando maggiori libertà al progettista del motore.

#### Materiale elettrodo centrale
Il materiale degli elettrodi è molto importante, perché determina le caratteristiche della candela, infatti maggiore sarà la temperatura a cui questo può essere sottoposto, minore il diametro dell'elettrodo, e quindi maggiore il campo elettrico che fa scoccare la scintilla (permette una maggiore distanza tra gli elettrodi) Una tale candela riuscirà anche ad entrare rapidamente in temperatura, fornire una scintilla più costante e potrà essere adatta anche ad un uso sportivo, resistendo alle elevate temperature che generalmente si generano in questi motori. La maggiore temperatura brucerà più facilmente i depositi carboniosi della combustione, mantenendo più pulita la candela, senza perdite di elettricità verso massa, lungo i depositi stessi.
Leghe più utilizzate:
- Acciaio/Nichel o Inconel, viene utilizzato fin dagli albori e tuttora utilizzato sulla maggior parte degli equipaggiamenti base, per via della sua economicità, principalmente con diametri standard (2,5 mm) ma può essere presente anche su alcune candele per uso sportivo con diametro pari o inferiori al millimetro. Costituisce anche il materiale dell'elettrodo di massa e del coro candela.
- Platino, lega usata unicamente su candele per uso sportivo con elettrodo centrale sottile, permette di sopportare meglio le alte temperature e resiste in modo migliore all'usura.
- Iridio o più comunemente noto con il nome latino iridium, sta soppiantando le vecchie candele al platino.

Alcune candele non hanno l'intero elettrodo in un unico materiale, ma sono placcate, in modo da ridurre i costi della candela, ma come inconveniente l'elettrodo diventa sensibile ai graffi e per questo motivo non è consigliato pulire la candela con spazzole metalliche o simili, inoltre è preferibile usare uno spessimetro a filo invece di uno tradizionale a lama, sempre per evitare i graffi che asportano il riporto e che di conseguenza accelerano l'usura dell'elettrodo. Manutenzione della moto: le candele, su YouTube. URL consultato il 20 aprile 2016.

#### Diametro elettrodo centrale

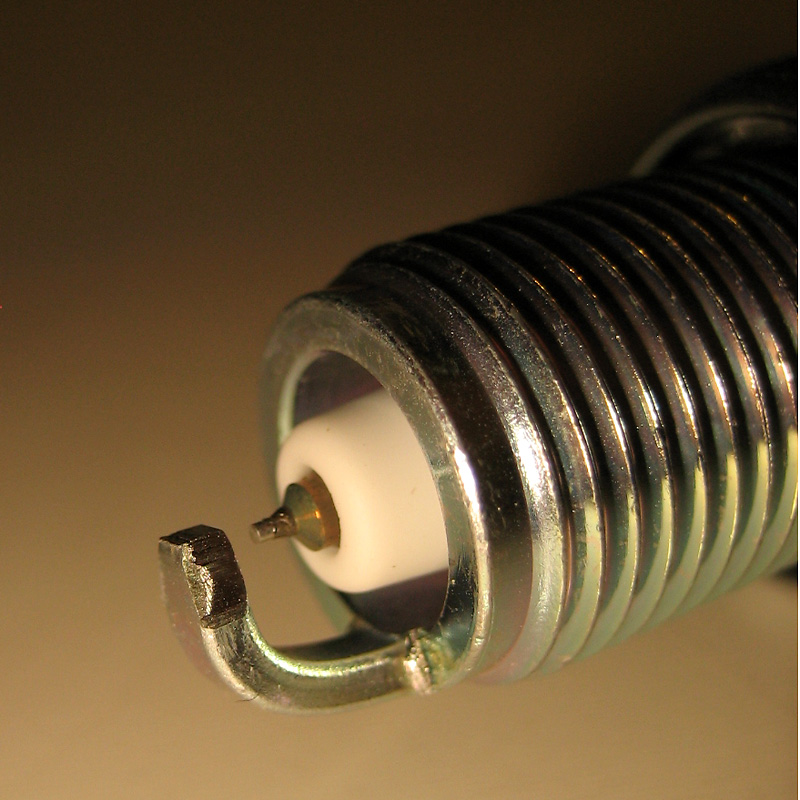
Candele d'accensione, con elettrodo centrale sottile

L'elettrodo centrale può essere creato con diversi diametri a seconda del tipo di candela
- Standard il diametro si attesta a 2,5 mm, permette un'elevata vita della candela.
- Racing il diametro è pari o inferiore al millimetro, fino ad arrivare a soli 0,4 mm, queste candele permettono una scintilla più vigorosa e costante, ma hanno anche una vita più breve a parità di materiale con la candela standard.

La ricerca nell'uso di diametri minori è conseguente all'effetto del potere disperdente delle punte, che permette di generare una scintilla anche con tensioni minori, oltre a permettere una maggiore e veloce crescita del fronte di fiamma.

#### Forme dell'elettrodo di massa
L'elettrodo di massa può essere di diverso tipo:
- Standard, è costituito da una linguetta relativamente spessa che permette una facile regolazione della distanza elettrodi
- V, è del tutto simile alle standard, ma ha la parte terminale a V
- Sottile, utilizzate su alcune candele racing, dove l'elettrodo è costituito da una semplice barretta dritta e sottile, questo permette d'influire meno sulla propagazione del fronte di fiamma.
- Periferico, utilizzate su alcune candele racing, l'elettrodo si trova tutto attorno all'elettrodo centrale e crea una scintilla a effetto di campo, ma per poter utilizzare al meglio tale candela si richiede un'elevata energia di scarica

## Variazioni sul modello di base

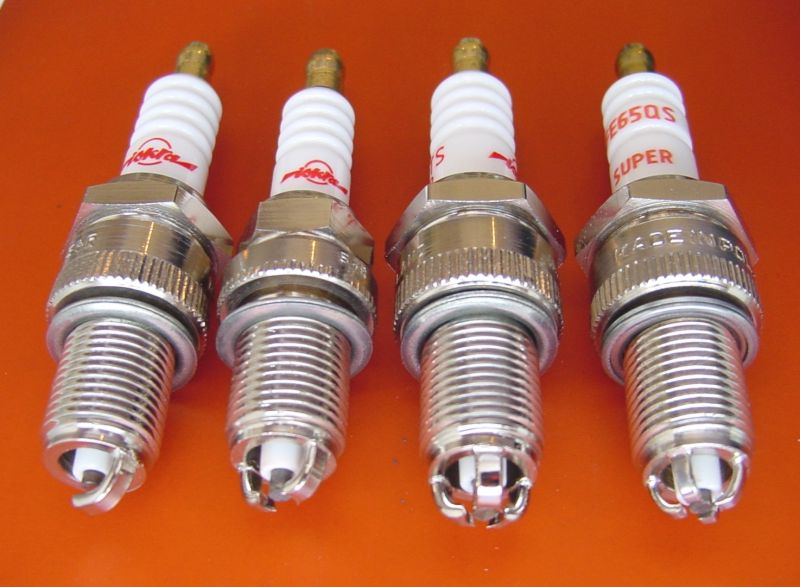
Candele d'accensione, con diversi elettrodi di massa

Nel corso degli anni le modifiche progettuali e costruttive sulle candele sono state indirizzate ad ottenere una migliore ignizione o una maggiore durata (o entrambe):
- Multielettrodo, l'uso di due, tre, o quattro elettrodi di terra equamente distanziati fra di loro e posti intorno ad un elettrodo centrale
- Candela a scarica semisuperficiale, la scintilla elettrica che si genera tra i due elettrodi scorre sulla superficie del rivestimento ceramico dell'elettrodo centrale, garantendo una maggiore pulizia dello stesso.

Curve caratteristiche di voltaggio/tempo per candele standard e resistive
T) Tempo
V) Voltaggio
S) Standard
R) Resistiva
C) Scarica capacitiva
I) Scarica induttiva

- Resistenza per radiofrequenze o elettrodo resistivo o schermatura della candela, si utilizza una resistenza elettrica o una resistenza induttiva che assorbe/riduce i disturbi elettromagnetici, che sono causa dei disturbi di radiofrequenza, nello specifico l'elettrodo centrale è munito di una resistenza collegata in serie, (vedi sopra) . I costruttori (NGK) affermano che in entrambi i casi la presenza della resistenza è praticamente ininfluente per quanto riguarda la potenza dell'arco, contribuendo invece a smorzare le oscillazioni del circuito oscillante costituito dalla bobina di accensione e dalle capacità del circuito

## Grado termico
Il grado termico della candela dipende prevalentemente dalle qualità, quantità e conformazione del materiale isolante, generalmente porcellana, che ricopre l'elettrodo centrale.

La graduazione termica

In funzione del suo grado termico, una candela si dice "calda" se ha bassa attitudine a disperdere calore, ed è idonea per motori di bassa potenza. Si dice, invece, "fredda" se ha buona attitudine a disperdere calore ed è idonea per motori di elevata potenza.
La giusta capacità di dissipazione del calore è molto importante perché con una candela troppo calda (un basso numero su scala NGK) il surriscaldamento derivante porterebbe a un decadimento delle prestazioni, fino ad arrivare a fenomeni di grippaggio o di autoaccensione in grado di danneggiare il cielo del pistone. Si tende ad avere inoltre un marcato effetto dieseling.
| Valori 1924 | Valori NGK | Valori 1970 |
| ----------- | ---------- | ----------- |
| 150         | 4          | 8           |
| 175         | 5          | 7           |
| 200         | 5          | 6           |
| 225         | 6          | 5           |
| 240         | 7          | 4           |
| 260         | 8          | 3           |
| 275         | 9/10       | 3           |
| 1001        | 101        |             |

Viceversa, candele con temperature troppo basse (un alto numero sulla scala NGK) comporterebbero un più difficile avviamento a motore freddo e formazioni di depositi carboniosi sull'isolante ceramico, capaci di cortocircuitare a massa l'energia fornita dal circuito di accensione, impedendo la scintilla.
Il grado termico di una candela influenza anche la sua temperatura di esercizio, che se inferiore a 450 gradi Centigradi, non permetterà la corretta combustione e pulizia degli elettrodi.
Il grado termico è identificabile dal valore numerico del codice riportato sulla candela. I costruttori per definire la capacità dissipante usano scale differenti che, generalmente, all'aumentare del valore, indicano il maggior potere dissipante della candela: quindi, ad esempio su scala NGK, un valore basso indica una candela "calda", mentre un valore alto indica una candela "fredda".
La prima indicazione tecnica per individuare il grado termico delle candele è stata "Scala Bosch", messa a punto da Robert Bosch nel 1924, che da quell'anno ha caratterizzato la produzione dell'azienda tedesca.
La "Scala Bosch" del 1924 venne formata contando il numero di secondi necessari al raggiungimento del massimo grado termico sopportabile, dei vari tipi di candela prodotti.

Nel 1970, la scala primigenia fu convertita a una numerazione più semplice, ma in questo caso ha un valore inversamente proporzionale.

## Dimensioni

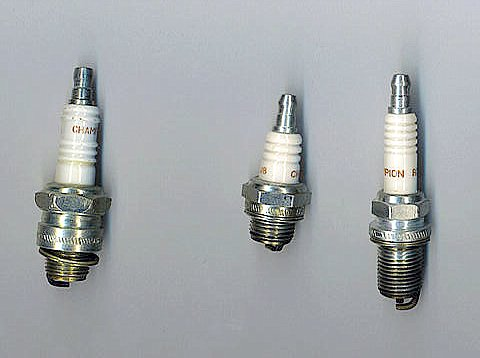
Tre esempi differenti

Le candele non sono tutte uguali, possono variare per:
- Diametro: nei quattro tempi più performanti e con valvole a fungo molto larghe, si utilizzano candele di diametro ridotto, mentre in quasi tutte le altre condizioni si utilizzano candele con diametro largo, ovviamente oltre a variare la filettatura si variano le misure dell'esagono utilizzato per l'avvitamento.[5] Sulla maggior parte dei motori costruiti negli Anni Trenta e Quaranta il diametro della candela era di 18 mm, oggi la misura più comune è 14 mm, ma si stanno diffondendo sempre più le candele a diametro piccolo, cioè 12 e 10 mm.[10]
- Lunghezza filettatura: le candele hanno varie misure per la lunghezza del filetto, generalmente le filettature lunghe vengono utilizzate sui mezzi più grandi, mentre per le apparecchiature più piccole come le motoseghe o i ciclomotori più semplici come il Piaggio Ciao si utilizzano candele con filettatura corta.[5]
- Tipo di sede: la sede per la candela può essere cilindrica o conica.[5]
- Lunghezza corpo ceramico: in alcuni modelli la lunghezza del corpo ceramico è più corta rispetto al normale, questo formato si chiama compatto e viene utilizzato su piccole apparecchiature come tosaerba, motoseghe, ecc.

## Durata
Le candele hanno una durata molto eterogenea a seconda del mezzo e del suo utilizzo, oltre che per il tipo di candela, in caso di candele standard per le automobili la durata va da 15~20.000 km per i modelli più vecchi ai 40~60.000 km per i modelli moderni.

## Lettura della candela
Tramite la visualizzazione della candela dopo un determinato periodo d'utilizzo è possibile comprendere come il motore lavora e se la candela installata è o meno quella corretta:
| Immagine | Descrizione                                                                                   | Possibili cause e rimedi |
| -------- | --------------------------------------------------------------------------------------------- | --- |
|          | Candela color nocciola                                                                        | Il motore funziona perfettamente, non è necessaria alcuna correzione |
|          | Candela corrosa e fusa                                                                        | Detonazione, controllare sia il combustibile e la candela, che siano adatti al motore |
|          | Candela surriscaldata                                                                         | Controllare la carburazione (povera di benzina), il grado termico della candela |
|          | elettrodo centrale fuso                                                                       | Sovraccarico termico, controllare il grado termico della candela e l'anticipo d'accensione |
|          | elettrodi fusi                                                                                | Sovraccarico termico, controllare l'anticipo d'accensione |
|          | Candela rovinata dall'acqua                                                                   | Infiltrazione d'acqua nella camera di combustione |
|          | Candela ricoperta di fuliggine nera e in alcuni casi è umida                                  | Miscela fresca troppo ricca di carburante o candela troppo fredda, controllare il grado termico della candela, la carburazione, controllare il corretto uso dello starter                                                                                |
|          | Deposito d'olio sulla candela                                                                 | Per i motori a due tempi, bisogna regolare il rapporto miscela olio-benzina Per i motori a quattro tempi bisogna verificare la tenuta dei raschiaolio, il livello dell'olio e la pompa dell'olio                                                         |
|          | Sbalzo termico della candela                                                                  | verificare il tipo di candela, il grado termico, la sua qualità e l'installazione corretta |
|          | La candela si smalta                                                                          | Controllare la qualità della candela, il grado termico e le impostazioni del motore |
|          | Elettrodo centrale consumato ai bordi, mentre l'elettrodo laterale è surriscaldato e squamoso | Preaccensione del combustibile, controllare il grado termico della candela e il combustibile |
|          | Elettrodo corroso                                                                             | Controllare il carburante e l'anticipo d'accensione |
|          | Depositi sulla candela                                                                        | Motori a quattro tempi: Controllare il gioco tra pistone e cilindro e le varie tenute per il contenimento dell'olio motore Motore a due tempi: ridotta tenuta dei paraoli, con infiltrazioni d'olio dal cambio Verificare anche la qualità della benzina |
|          | Candela danneggiata meccanicamente                                                            | Controllare i danni al motore, il pistone sbatte contro la candela |